# 类Unix系统
类 Unix 系统（经常被称为 UN*X 或 *nix）指各种 Unix 的衍生系统，比如 FreeBSD、OpenBSD、SUN 的 Solaris，以及各种与传统 Unix 类似的系统，例如 Minix、Linux、QNX 等。它们虽然有的是自由软件，有的是私有软件，但都相当程度地继承了原始 UNIX 的特性，有许多相似处，并且都在一定程度上遵守 POSIX 规范。
UNIX 的商標權由國際開放標準組織所擁有，只有符合單一 UNIX 規範的 UNIX 系統才能使用 UNIX 這個名稱，否則只能稱為類 Unix（Unix-like）。在日常用法里，当人们表示类 Unix 的系统而非 UNIX 官方版本时，常常使用首字母大写的拼写方式，而非全大写。

## 历史
类 Unix 系统于 20 世纪七十年代末八十年代初出现。许多旨在为商业用户提供学术用户可用的功能的闭源 Unix 在此时出现，如 Idris (1978)、UNOS (1982)、Conherent (1983) 以及 UniFlex (1985)。
当 AT&T 于 1979 年允许以相对便宜的价格对 Unix 进行商业二进制分许可时，出现了许多基于此的闭源系统，包括 AIX、HP-UX、IRIX、SunOS、Tru64、Ultrix以及 Xenix。这些系统在很大程度上取代了私有副本。这些系统间日益增长的不兼容性导致了包括 POSIX 和单一 Unix 标准在内的互操作性标准出现
20 世纪 80-90 年代出现了各种自由、低成本和不受限的 Unix 替代品，包括 4.4BSD、Linux 以及 MINIX。其中一些有成为商业“类 Unix”系统的基础，如 BSD 与 MacOS。在 Intel Mac 上运行的多个 (Mac) OS X / Mac OS 已通过单一 Unix 标准的认证。BSD 是由加州大学伯克利分校使用贝尔实验室的 Unix 源码开发的 Unix 后代，然而 BSD 代码从那时起经过演变已经取代了所有 AT&T 代码。由于 BSD 变体没有被证明符合单一 Unix 标准，因此这些变体被成为“类 Unix”而不是“Unix”。

数种「类 UNIX 操作系统」的相互关系图
Simplified history of Unix-like operating systems

## 分類和例子

### 自由软件/開源軟件
- Agnix（教育用）
- 386BSD 及其子類（BSD 系统）:
  - FreeBSD 及其子類：
    - ClosedBSD
    - Apple Darwin
    - DragonFly BSD
    - GNU/kFreeBSD
    - PC-BSD

  - NetBSD 及其子類：
    - GNU/kNetBSD

  - OpenBSD 及其子類：
    - ekkoBSD
    - MicroBSD
    - MirOS BSD
- GNU
  - GNU Hurd
  - GNU/kFreeBSD
  - GNU/kNetBSD
  - GNU/OpenSolaris
  - Linux（又称 GNU/Linux）
    - Chrome OS
    - SteamOS
    - Debian
    - Ubuntu
    - Google Android
- LUnix
- MINIX 及其子類：
  - Minix-vmd
  - MINIX 3
- OpenSolaris - 建基於 System V
- Phoenix-RTOS
- 九号计划：Unix 的后继者，采用 UNIX 设计与哲学，但更一致地套用至整个分布式系统，功能上并不完全相同。
  - Inferno：Plan 9 衍生出的分布式操作系统，原本由贝尔实验室开发，现在被 Vita Nuova 拥有。
  - Plan B：Plan 9 衍生出的分布式操作系统 （页面存档备份，存于）)
- Syllable：99% POSIX 依從
- VSTa：大致 POSIX 依從
- Maemo：诺基亚的开源系统

### 私有软件
- IBM AIX* - 建基於 System V Release 3
- HP HP-UX*
- SGI IRIX*
- Apple macOS  - 建基於 Apple Darwin (自 10.5 開始符合單一 UNIX 規範）
- Apple iOS - 建基於 Apple Darwin
- LynxOS RTOS
- QNX - 全部重写，没有 UNIX 相关的代码
- SkyOS - 大致 POSIX 依從
- Sun
  - SunOS - 建基於 BSD
  - Solaris* - 建基於 System V Release 4
- Compaq Tru64* - 建基於 OSF/1
- Microsoft Xenix
- VxWorks